# اسموگورنیا
اسموگورنیا (به لاتین: Smogornia) یک کوه در جمهوری چک است که در شپیندلروف ملین واقع شده‌است. اسموگورنیا ۱٬۴۸۹ متر بالاتر از سطح دریا واقع شده‌است.